# Tetraleurodes cruzi
Tetraleurodes cruzi es un hemíptero de la familia Aleyrodidae, con una subfamilia: Aleyrodinae.
Fue descrita científicamente por primera vez por Cassino en 1991.